# Plac Wolności w Siedlcach
Plac Wolności (oraz Pomnik Wolności) – plac znajdujący się w Siedlcach w centralnej części dzielnicy Nowe Siedlce. Położony na dwupasmowym rondzie pomiędzy ul. gen. Józefa Bema, ul. Stefana Okrzei i ul. Władysława Broniewskiego. Na placu znajduje się Pomnik Wolności o wysokości 11 metrów wykonany z czerwonego piaskowca.

## Historia
Plac początkowo nosił nazwę „Plac 11 listopada". Nazwę „Plac Wolności" otrzymał 26 października 1933 r. uchwałą Rady Miejskiej.
Z okazji 15 rocznicy odzyskania niepodległości, na placu powstał Pomnik Wolności. Uroczyste odsłonięcie odbyło się 15 listopada 1933 r. Pomnik został wzniesiony staraniem Federacji Polskich Związków Obrońców Ojczyzny. Budowa została poprzedzona zbiórką wśród mieszkańców Siedlec i powiatu, podczas której rozprowadzono cegiełki. Projekt wykonał Jan Komar, nauczyciel rysunku w Gimnazjum Podlaskim im. Hetmana St. Żółkiewskiego.
Jesienią 1941 r. podczas II wojny światowej niemieccy saperzy podłożyli ładunki wybuchowe pod pomnik oraz wysadzili go w powietrze. Pomnika nie odbudowano po zakończeniu wojny, postawiono głaz upamiętniający istnienie dawnego monumentu.

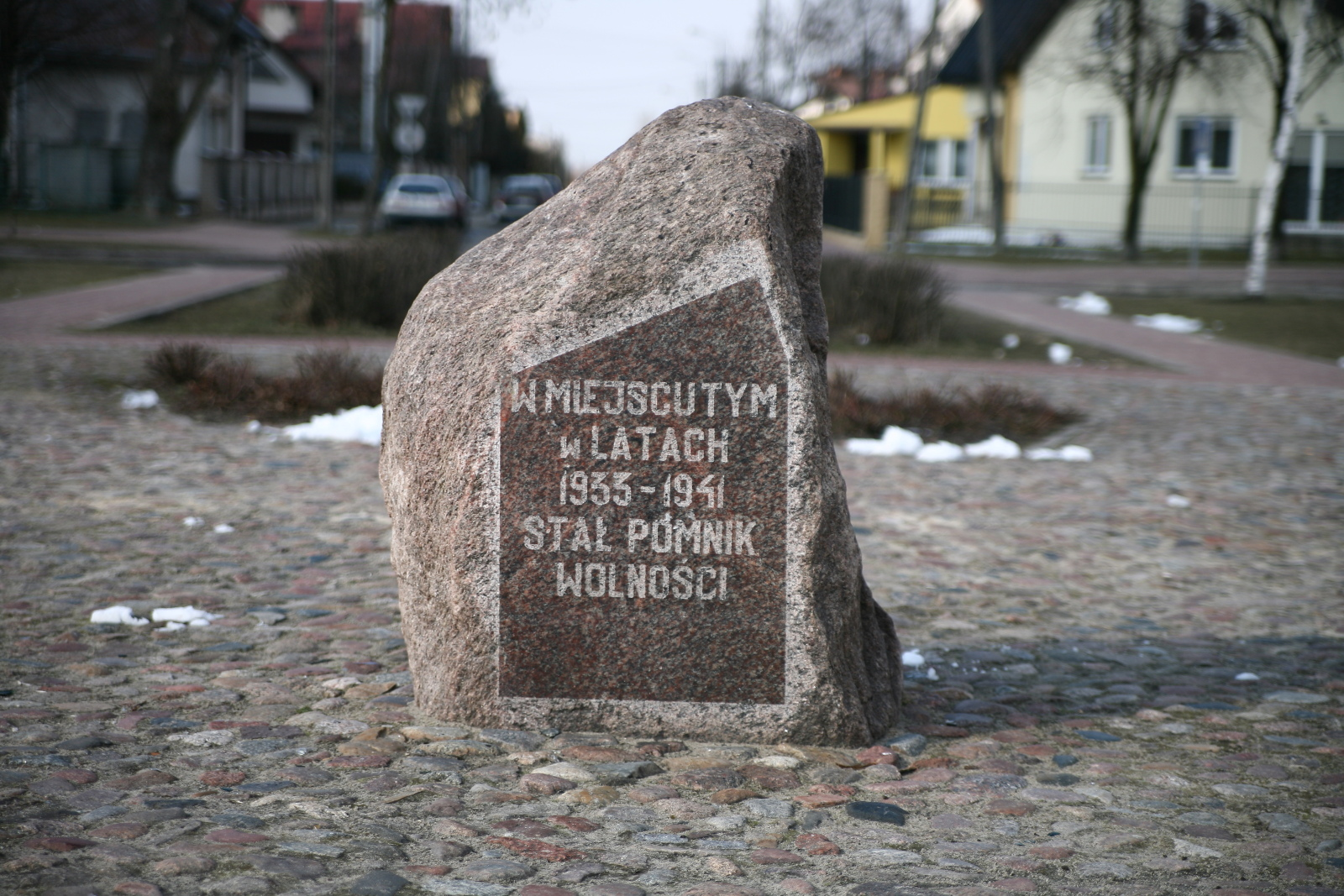
Głaz na Placu Wolności upamiętniający Pomnik Wolności przed jego odbudową

W marcu 2010 r. zrodził się pomysł odbudowy pomnika na Placu Wolności. Powstał Społeczny Komitet Odbudowy Pomnika Wolności w Siedlcach z przewodniczącym Sylwestrem Czyżykiem. Postanowiono, że budowla zostanie wzniesiona z funduszy pochodzących ze zbiórki społecznej, nawiązując do jego historycznego powstania. Początkowy koszt budowy miał wynosić 200-300 tys. zł.
Pomnik Wolności został odbudowany i oficjalnie odsłonięty 11 listopada 2010 r. w 92 rocznicę odzyskania niepodległości. Całkowity koszt wyniósł 611,89tys zł.
W 2018 r. oraz 2021 r. doszło do dewastacji pomnika. Monument został pomalowany przez wandali farbą w sprayu.